# Glicossomo

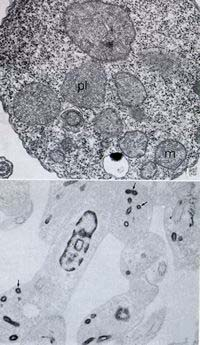
Glicossomos em Trypanosomatidae

O glicossomo é uma organela que contém enzimas glicóticas. O termo foi usado pela primeira vez por Robert B. Scott e Still em 1968, depois que eles perceberam que o glicogênio na célula não é estático, mas sim uma organela dinâmica. É encontrado em algumas espécies de protozoários, incluindo o Kinetoplástida que incluiu as subordens Trypanosomatina Bodonina e mais notavelmente Trypanosomatidae (causadores da Doença do sono e doença de Chagas) e a Leishmania. A organela é delimitada por uma membrana única e contém uma densa matriz proteica. Acredita-se que evoluíram a partir do peroxissomo. Isto foi verificado no trabalho feito na genética da Leishmania.
Glicossomos também são encontrados em hepatócitos responsáveis pelo armazenamento de açúcar.

## Estrutura
Glicossomos são compostos de glicogênio e proteína. Estas proteínas são as enzimas associadas ao metabolismo de glicogênio. Estas proteínas e o glicogênio formam um complexo para fazer uma organela distinta e separada. As proteínas dos glicosomos são importadas de ribossomos citosólicos livres. As proteínas importadas para a organela tem uma seqüência específica, a seqüência final PTS1 para se certificar de que eles vão para o lugar certo. Sã semelhantes aos grânulos alfa no citosol de uma célula que são preenchidos com glicogénio. Os glicosomos são tipicamente redondos ou ovais e seu tamanho varia em cada célula. Apesar do glicogénio poder ser considerado um componente citoplasmático, o glicogênio no glicossomo está rodeada numa única membrana. A membrana tem uma baixa permeabilidade e um lípido de diferente composição para os componentes nas organela e outras moléculas no citosol de modo que as enzimas glicossomais fiquem separadas de outras enzimas e processos. O glicogénio que é encontrado dentro do glicossomo é idêntico ao encontrada livremente no citosol. Os glicossomos podem estar associados ou ligados a diversos tipos de organelos. Eles já foram encontrados ligados ao retículo sarcoplasmático e seus filamentos intermédios. Outros glicosomos foram encontrados anexados a miofibrilas e mitocôndrias, retículo endoplasmático rugoso, sarcolema, polirribossomos, ou ao Complexo de Golgi. Dependendo de onde o glicossomo se anexa, ele também pode servir a um propósito específico. Os glicosomos ligados às miofibrilas servem a miosina através da glicólise. Os glicosomos no retículo endoplasmático liso ou rugoso faz uso da sua sintase de glicogênio e fosforilase fosfatase.

## Função
Os glicossomos têm função em muitos processos na célula. Esses processos incluem a glicólise, salvamento de Purinas, beta-oxidação de ácidos graxos e síntese do éter lipídico.

### Glicólise
A função principal que o glicossomo exerce é d via glicolítica que é feita no interior de sua membrana. Ao compartimentalizar a glicólise dentro do glicossomo, a célula pode ser mais bem sucedida. Na célula, a ação do citosol  da mitocôndria e do glicossomo é completar a função do metabolismo energético. Este metabolismo energético gera a ATP por meio do processo de glicólise. O glicossomo é um hospedeiro das principais enzimas glicolíticas na via para a glicólise. Esta via é usada para quebrar os ácidos graxos por seu carbono e energia. Porém, todo o processo de glicólise não ocorre na glicossomo, mas apenas no segmento de Embden Meyerhof - onde a glicose entra no glicossomo, ressaltando que o processo no organelo não tem nenhuma síntese de ATP. Este ATP vem depois do processo fora do glicossomo. Dentro do glicossomo a NAD+ não é necessária para seu funcionamento e regeneração. A frutose 1,6- bifosfato é utilizada no glicossomo como uma maneira de auxiliar na obtenção de agentes de oxidação quem ajudam a iniciar a glicólise. O glicossomo converte o açúcar em 3-fosfoglicerato.

### Salvamento de Purinas
Outra função do glicosomo é o salvamento de purinas. Os parasitas que têm glicosomos presentes em suas células não podem fazer a purina de novo. Este purina que é feita no glicossomo é então exportada do glicossomo para ser utilizada na célula do ácido nucleico. Em outras células as enzimas responsáveis por isso estão presentes no citosol. As enzimas encontradas no glicossomo para ajudar a síntese são a adenina e a guanina-fosforribosil-transferase, a hipoxantina e a xantina pho tran. Todas estas enzimas contêm uma sequência de PTS1 na sua sequência de carboxilo para que sejam enviadas para o glicossomo.

## Potencial alvo para droga

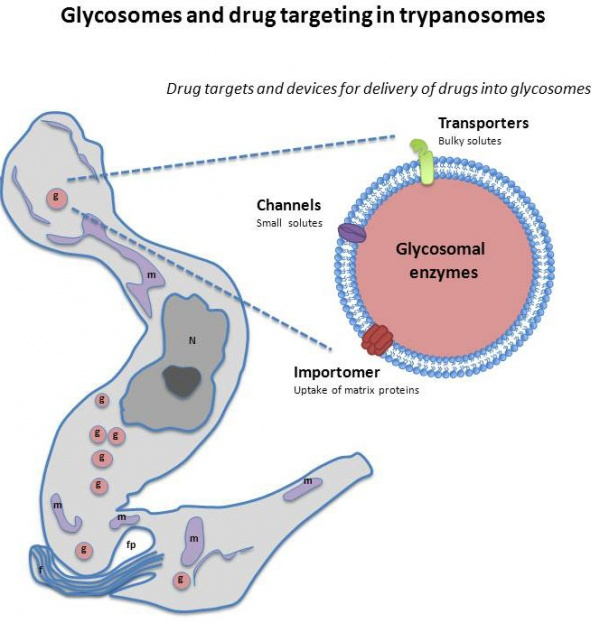
Aproveitando-se dos poros da membrana do glicossomo, um fármaco pode entrar no organela e ser usadas para matar o Trypanosoma brucei

Ao contrário dos peroxissomas, os glicossomos são necessários para que os tripanossomas sejam capazes de sobreviver. Devido a essa necessidade de glicossomo, isso tem sido sugerido como um possível alvo para droga: encontrar uma substância capaz de interromper essa função. Quando o glicossomo não funciona correctamente, há uma grande falta de enzimas na célula. Essas enzimas são aqueles associadas a síntese do éter lipídico ou beta oxidação de certos ácidos graxos. Sem glicossomos, as células ficam deficientes nestas enzimas, sem a compartimentalização do glicossomo as enzimas são degradados no citosol da célula, ou seja, o glicossomo faz com que o metabolismo das enzimas ocorra. Para  parasitas, a síntese do éter lipídico é vital para que sejam capazes de completar seu ciclo de vida e assim as protegidas pelo glicossomo também são vitais. No ciclo de vida dos parasitas, a glicólise através do glicossomo é muito mais elevada no fluxo sanguíneo do que na forma pró-cíclico. A via da glicólise glicossomal é necessária em situações de stress para o agente patogénico já que a glicólise pode ser iniciada quando os substratos para a via estão disponíveis mesmo quando a ATP ainda não está disponível. Assim, como este organela é essencial para o tripanossoma, se um medicamento pudesse atingir este organela, pode ser uma terapia de sucesso como estudos têm mostrado, sem o glicossomo, a morte do parasita é definitiva.